# Anamneza (medicina)
Anamneza (iz grčkog jezika ανάμνησις anamnêsis „sjećanje“)  skup je podataka o bolesniku koji sadrži sve okolnosti što su prethodile sadašnjem stanju (osobito preboljele bolesti, hereditet i dr.). Svi podaci dobiveni na ovaj način, zajedno s podacima dobivenim tijekom fizikalnog pregleda i dopunskih ispitivanja, bilježe se u poseban obrazac, povijest bolesti.
Postoji više vrsta povijesti bolesti, ali su one ustvari slične. Anamneza u okviru povijesti bolesti sadrži sljedeće dijelove: opće osobne podatke, glavne tegobe, sadašnja bolest, ranije bolesti, ispitivanje o sadašnjem stanju (anamneza po sistemima), osobnu anamneza, obiteljska anamneza, socijalno-epidemiološki podaci i anamnezni zaključak.
Anamneza je osnova i najvažniji dio dijagnostičkog postupka i mnoge se bolesti mogu dijagnosticirati već na osnovi dobro uzete anamneze.

## Opći osobni podaci
Ovaj dio sadrži opće podatke, značajne za administraciju zdravstvene ustanove i vođenje evidencije. On obuhvaća prezime i ime bolesnika, spol, datum i mjesto rođenja, adresu stanovanja, bračno stanje, zanimanje, dan prijama u bolnicu, podatke o tome tko plaća bolničke troškove itd.

## Glavne tegobe
U ovom dijelu bilježe se dominantne tegobe bolesnika, navedene veoma kratko, tzv. "telegrafskim stilom".

## Sadašnja bolest (anamnesis morbi)
Ovo je jedan od najznačajnijih dijelova anamneze, gdje se vrši razrada glavnih tegoba. U praksi se svakoj tegobi poklanja posebna pažnja i za svaku se bilježe tri bitna podatka: otkad tegoba traje (što je ponekad teško precizno utvrditi), kako su se tegobe mijenjale i kakav je njihov odnos prema oboljelom organu.
Ako bolesnik iz različitih razloga nije u stanju sam pružiti sve neophodne anamnestičke podatke, onda se isti uzimaju od srodnika ili drugih osoba (heteroanamneza).

## Ranije bolesti (anamnesis vitae)
U ovom dijelu anamneze bilježe se svi važni podaci o ranijim bolestima pacijenta, od najranijeg djetinjstva do trenutka prijema u zdravstvenu ustanovu. Postavljaju se pitanja o eventualnim ranijim operacijama, povredama, bolničkim liječenjima, cijepljenjima, preboljelim bolestima i sl.

## Ispitivanje o sadašnjem stanju
U okviru anamneze po sistemima imamo sljedeće dijelove: opće pojave, glava i vrat, organi za disanje, organi za krvotok, probavni organi, mokraćni sustav, kosti, zglobovi, mišići, koža i živčani sustav.
U dio opće pojave bilježe se podaci o nespecifičnim tegobama, koje su karakteristične za veći broj bolesti (gubitak teka, malaksalost, slabost, pojačano znojenje, promjene u tonu i boji glasa, temperatura, suhoća usta, nesanica).
Usmjerenom anamnezom glave i vrata se otkrivaju i analiziraju poremećaji na nivou središnjeg živčanog sustava, osjetila, limfnih čvorova, štitne žlijezde, kralježnice itd. Obično se ispituju sljedeći faktori: glavobolje (kako i kada se javljaju, lokalizacija, širenje, intenzitet, trajanje, propratni simptomi), vrtoglavice (vertigo), stanje i broj zuba, pokretljivost vrata, stanje osjetila, eventualno uvećanje limfnih čvorova i štitne žlijezde, prisustvo boli i sl.
Nakon glave i vrata, ispituju se funkcionalni simptomi koji ukazuju na oboljenja dišnog sustava. Ovdje se ubrajaju: kašalj, iskašljavanje, osjećaj otežanog disanja (dyspnoe), osjećaj gušenja, zvučni fenomeni tijekom disanja (zviždanje, hroptanje), bolovi u prsnom košu, cijanoza, sekrecija i krvarenje iz nosa, iskašljavanje krvi (haemoptysis, haemoptoe) itd.
Za anamnezu u dijelu krvožilnog sustava važni su sljedeći simptomi: dispneja, brzo zamaranje, bol iza prsne kosti, napadi noćnog gušenja, osjećaj jačeg lupanja i preskakanja srca, otok na nogama (edem), grčevi, nesvjestice, iskašljavanje krvi, cijanoza, gastrointestinalne smetnje…
Kod probavnih ograna ispituju se: smetnje pri gutanju hrane, poremećaji apetita, mučnina, povraćanje (vomitus, emesis),  regurgitacija, štucanje, podrigivanje, gađenje na hranu, nadutost, krčanje crijeva, tegobe u predjelu anusa, karakteristike stolice, pražnjenje crijeva (defekacija) itd.
Simptomi važni za mokraćni sustav su: bol u predjelu bubrega ili mokraćnog mjehura, tegobe pri mokrenju (pečenje, svrbež), učestalo noćno mokrenje, promjene u izgledu i količini mokraće, krv u mokraći, otekline i sl.
Dio kosti, zglobovi, mišići i koža analizira promjene na koži, svrbež, tegobe pri kretanju, bol u zglobovima i mišićima, grčeve, promjene u pokretljivosti, zamaranje, otok, crvenilo i druge slične simptome.
Za živčani sustav  važno je ustanoviti kako pacijent spava (je li san zdrav, okrepljujući), javljaju li se nesvjestice i koliko često, jesu li one praćene mučninom i povraćanjem, vidi li osoba dobro, čuje, osjeća miris, okus i dodir, je li prisutna nesigurnost u hodu i stajanju, nosi li pacijent naočale itd.

## Osobna anamneza
U ovom dijelu anamneze obično se bilježe štetne navike u pogledu pušenja, uzimanja alkohola, lijekova. Navodi se koliko dugo osoba puši, koliko cigareta dnevno, kad je eventualno ostavila pušenje; od kada pije, koju vrstu i količinu alkohola konzumira; koje lijekove rabi ili je rabila i u kojoj količini i ritmu itd. Također se unose podaci vezani za hobije, kućne ljubimce, neuobičajene navike u ishrani, navode se opširniji podaci o zanimanju.

## Obiteljska anamneza (anamnesis familliae)
U obiteljskoj anamnezi ispituju se i analiziraju podaci o bolestima u užoj i široj obitelji, koji su često veoma važni za otkrivanje točne prirode bolesti. Posebno su važne informacije o bolestima u bližoj obitelji (roditelji, braća i sestre, djeca, ujaci, stričevi, tete). Postavljaju se pitanja o svim bolestima za koje naslijeđe igra bitnu ulogu: tuberkuloza, šećerna bolest, hipotenzija i hipertenzija, bolesti srca, maligniteti, mentalni poremećaji,  pretilost, hemofilija i ostale.

## Socijalno-epidemiološki podaci
Ovi podaci odnose se na obiteljski, profesionalni, stambeni i materijalni status, tj. problemi koje bolesnik ima iz jednog od ovih područja života.

## Anamnestički zaključak
Na osnovu svih prikupljenih podataka i njihove podrobne analize, u ovom dijelu izvodi se zaključak o tome o kojoj se konkretnoj bolesti radi. Anamnestički zaključak nije isto što i dijagnoza, ali ipak mora biti precizan i realan.